# NGC 1940
NGC 1940 је расејано звездано јато у сазвежђу Златна риба које се налази на NGC листи објеката дубоког неба.
Деклинација објекта је - 67° 11' 12" а ректасцензија 5h 22m 43,8s. Привидна величина (магнитуда) објекта NGC 1940 износи 11,9 а фотографска магнитуда 12,2. NGC 1940 је још познат и под ознакама ESO 85-SC78.